# Geranium aculeolatum
Geranium aculeolatum là một loài thực vật có hoa trong họ Mỏ hạc. Loài này được Oliv. mô tả khoa học đầu tiên năm 1868.